# ويليام كوربيت (صحفي)
ويليام كوربيت (بالإنجليزية: William Corbett) هو صحفي وشاعر أمريكي، ولد في 11 أكتوبر 1942، وتوفي في 10 أغسطس 2018.